# Nicasio Ramallo
Nicasio Ramallo (Buenos Aires, 1794 - Lima, 1823) fue militar argentino que participó en la guerra civil argentina y en la guerra de Independencia de su país, de Chile y del Perú.

## Biografía
Era primo del general Joaquín de Vedia y de Joseph de Urquiza, padre del futuro presidente argentino. En su juventud fue empleado público.
En 1810 se enroló en el regimiento de Montañeses, pasando después al Regimiento de Granaderos a Caballo de José de San Martín. Formó parte de la campaña contra los federales de José Artigas a órdenes del coronel Holmberg y participó en el combate de El Espinillo. Fue tomado prisionero y liberado a comienzos de 1815. Formó parte de la división de Ignacio Álvarez Thomas que se sublevó en Fontezuela y depuso a Carlos María de Alvear.
Se incorporó al Ejército de los Andes, pasando a Chile y luchando en la batalla de Chacabuco, victoria por la que fue condecorado. Hizo la primera campaña del sur de Chile y luchó en las batallas de Gavilán, Talcahuano, Cancha Rayada y Maipú, tras la cual fue ascendido a teniente coronel. Hizo la Segunda campaña al sur de Chile y fue uno de los firmantes del acta de Rancagua.
Fue nombrado comandante del tercer escuadrón de los Granaderos, y por un tiempo estuvo en la guarnición de San Luis, donde colaboró en la represión de la sublevación de los prisioneros realistas.
Participó de la Expedición Libertadora del Perú, prestando servicios en los campamentos de Paracas, Huaura y Lima, y llegando al grado de coronel.
Falleció en Lima en marzo de 1823. Estaba casado con una mujer de apellido San Martín, pero que no era parienta del general.
Su hermano Pedro Ramallo participó en la batalla de Salta, en la campaña de 1814 contra Artigas y en la campaña a Chile, combatiendo en Chacabuco y Maipú. Regresó herido a las Provincias Unidas y se instaló en la ciudad de Mendoza, donde hizo una carrera administrativa hasta su muerte, ocurrida poco tiempo después de la de su hermano.